# Littorina aleutica
Littorina aleutica är en snäckart som beskrevs av Dall 1872. Littorina aleutica ingår i släktet Littorina och familjen strandsnäckor. Inga underarter finns listade i Catalogue of Life.